# Cis ciliatus
Cis ciliatus es una especie de coleóptero de la familia Ciidae.

## Distribución geográfica
Habita en Vietnam.